# Bergakker
Bergakker è un villaggio nella provincia dei Paesi Bassi della Gheldria. Fa parte della municipalità di Tiel, e dista circa due chilometri dal capoluogo. 
Bergakker è conosciuta a causa dell'iscrizione runica sul fodero di spada di Bergakker, che fu ritrovato in un campo nel 1996.